# Jörg Karaschewski

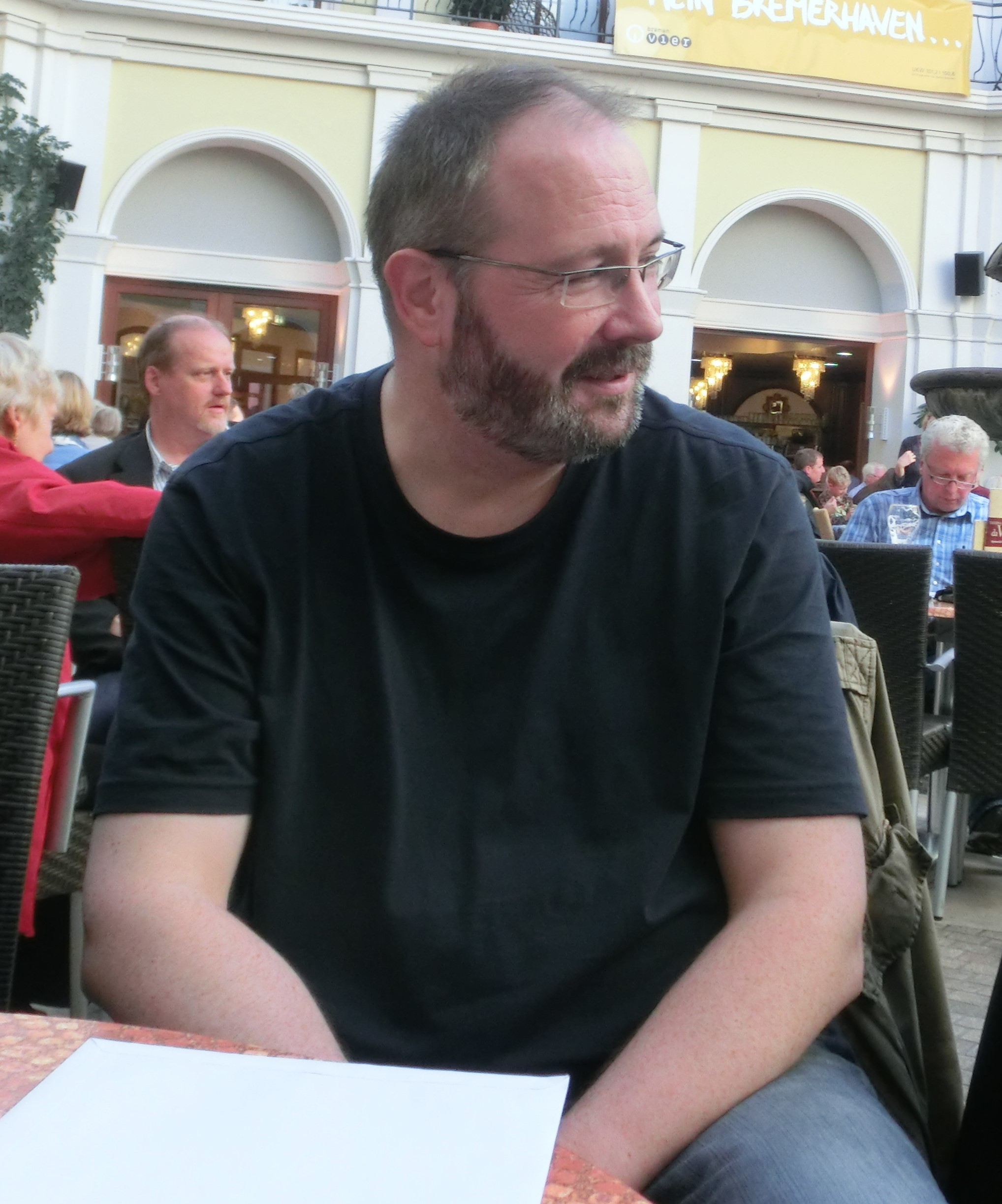
Der deutsche Flaggenforscher Jörg Karaschewski im Jahr 2015 auf dem Deutschen Vexillologentag in Bremerhaven

Jörg Michael Karaschewski (* 3. Oktober 1967 in Bierden, Deutschland) ist ein deutscher Flaggenforscher (Vexillologe), Herausgeber und Autor flaggenkundlicher Artikel und Bücher. Der Schwerpunkt seiner Arbeiten liegt auf deutscher Flaggengeschichte. 2021 erschien sein erster Mystery-Roman  „Die fehlende Kirche“.

## Werdegang
Karaschewski wurde in Bierden geboren und wuchs dort auch auf. Von 1984 bis 1987 erlernte er den Beruf des Bankkaufmanns und war bis 2017 für unterschiedliche Banken in Bremen tätig. Seit 2017 ist er als Projektfinanzierer in einem Unternehmen der Erneuerbaren Energien in Bremen angestellt.
Er ist verheiratet und hat drei Kinder.

## Flaggenkunde
Karaschewski ist einer der Gründungsväter der Deutschen Gesellschaft für Flaggenkunde (DGF), deren Gründungssatzung er entwarf. Bei der Gründungsversammlung am 4. Februar 1995 wurde Karaschewski zum ersten Präsidenten und Schatzmeister der Gesellschaft gewählt. Dem Vorstand der Deutschen Gesellschaft für Flaggenkunde gehörte er bis zum 18. September 2005 als Schatzmeister durchgängig an. Seine ersten Artikel erschienen im Flaggenkurier, der Zeitschrift der DGF.
Seit 2014 ist Karaschewski in Deutschland für das Thai National Flag Museum in Bangkok tätig. Er unterstützt das Museum bei der Informationsfindung und der Suche nach Artefakten. Karaschewskis Buch „Die Geschichte der Bremer Flagge“ wurde durch zahlreiche Informationen und Flaggentafeln des Museums wesentlich unterstützt.

## Veröffentlichungen

### Belletristik
- Die fehlende Kirche. Books on Demand, 2021, ISBN 978-3-7557-8770-9.

### Flaggenkunde
- Deutsche Gesellschaft für Flaggenkunde (Hrsg.): Flaggen in den deutschen Schutzgebieten. Achim 2005, ISBN 3-935131-04-6.
- Wappen und Flaggen in den deutschen Kolonien. Melchior Verlag, Wolfenbüttel 2011, ISBN 978-3-942562-51-5.
- Die deutschen Vexillologentreffen und Anfänge der Deutschen Gesellschaft für Flaggenkunde. In: Flaggenkurier. Mai, 1995, ISSN 0949-6173.
- Die Bundespostflagge, das Ende einer Ära. In: Flaggenkurier. Januar, 1996, ISSN 0949-6173.
- Die Flagge von Tanga. In: Flaggenkurier. Mai, 1996, ISSN 0949-6173.
- Beflaggungstage in Deutschland. In: Flaggenkurier. November, 1997, ISSN 0949-6173.
- Die Flagge der Ralik-Inseln. In: Flaggenkurier. Dezember, 2002, ISSN 0949-6173.
- Eine Ruhmeshalle für Kaisers Flaggen: Die Fahnen und Flaggen der Reichs-Marine-Sammlung im Museum für Meereskunde. In: Flaggenkurier. Mai, 2013, ISSN 0949-6173.
- Des Kaisers neue Wappen. In: Spiegel Online. 2009 (spiegel.de).
- Eine Flagge, die niemand wollte. In: Spiegel Online. 2009 (spiegel.de).

Self-Publishing:
- Flaggen im deutschen Kaiserreich. Books on Demand, Norderstedt 2008, ISBN 978-3-8370-1966-7.
- Nackte Wilde – Edle Wilde: Fotografien aus den deutschen Kolonien. Books on Demand, Norderstedt 2009, ISBN 978-3-8370-3041-9.
- Flaggen in der DDR: Die vexillologische Symbolik der Deutschen Demokratischen Republik. Books on Demand, Norderstedt 2015, ISBN 978-3-7392-0025-5.
- Eine Ruhmeshalle für Kaisers Flaggen: Die Fahnen und Flaggen der Reichs-Marine-Sammlung im Museum für Meereskunde Berlin. Books on Demand, Norderstedt 2016, ISBN 978-3-7322-3688-6.
- Flaggen- und Salut-Ordnung für die Kaiserliche Marine: Ausgabe 1895 mit Nachtrag aus Mai 1899. Books on Demand, Norderstedt 2017, ISBN 978-3-7431-7689-8.
- Die Geschichte der Reichskriegsflaggen. Books on Demand, Norderstedt 2017, ISBN 978-3-7448-6832-7.
- Flaggenbuch 1905 der kaiserlichen Marine: Mit eingearbeiteten Nachträgen. Books on Demand, Norderstedt 2018, ISBN 978-3-7460-3216-0.
- Die Geschichte der Bremer Flagge. Books on Demand, Norderstedt 2019, ISBN 978-3-7431-6321-8.